# 长线六线鱼
长线六线鱼（学名：Hexagrammos lagocephalus），或稱兔頭六線魚，为六线鱼科六线鱼属的鱼类，俗名黄鱼。為溫帶海水魚，分布於北太平洋日本北海道至美國加州中部海域，棲息深度0-596公尺，體長可達61公分，為底棲性魚類，棲息在岩石底質底層水域，生活習性不明，可作為觀賞魚及遊釣魚。在中国，分布于山东及辽宁海岸等。